# 果川站
果川站（：／ Gwacheon yeok */?）是首都圈电铁4号线沿線的一座地下車站，位於韓國京畿道果川市別陽洞。

## 車站結構
站體為2面2線曲線式設計側式月台的地下車站，候車月台設有月台幕門，並有7處出口。

### 月台配置
| ↑ 首爾大公園   |
| \| ２          |
| 政府果川廳舍 ↓ |

| 月台 | 路線             | 目的地                 |
| ---- | ---------------- | ---------------------- |
| 1    | ●首都圈电铁4号线 | 舍堂、首爾站、堂嶺方向 |
| 2    | ●首都圈电铁4号线 | 衿井、安山、烏耳島方向 |

## 歷史
- 1994年4月1日：果川線開通的同時開始營業。

## 車站周邊
- 官門初等學校
- 清溪初等學校
- 果川中學
- 果川高校
- 果川女子高校
- 果川市老人福祉館
- 果川市身心障礙者綜合福祉館
- 京畿道立果川圖書館（朝鲜语：경기도립과천도서관）

## 圖片

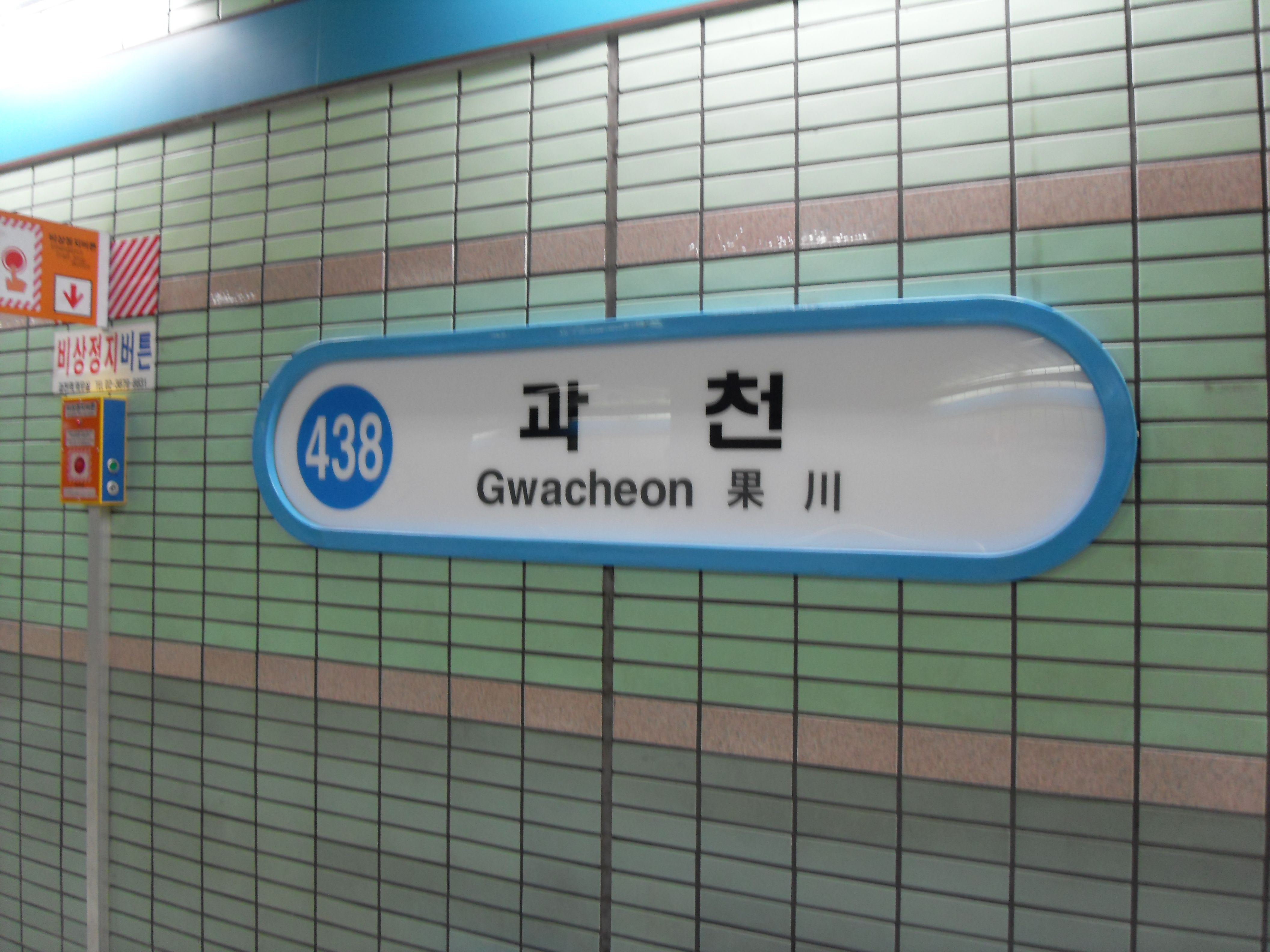
站名牌
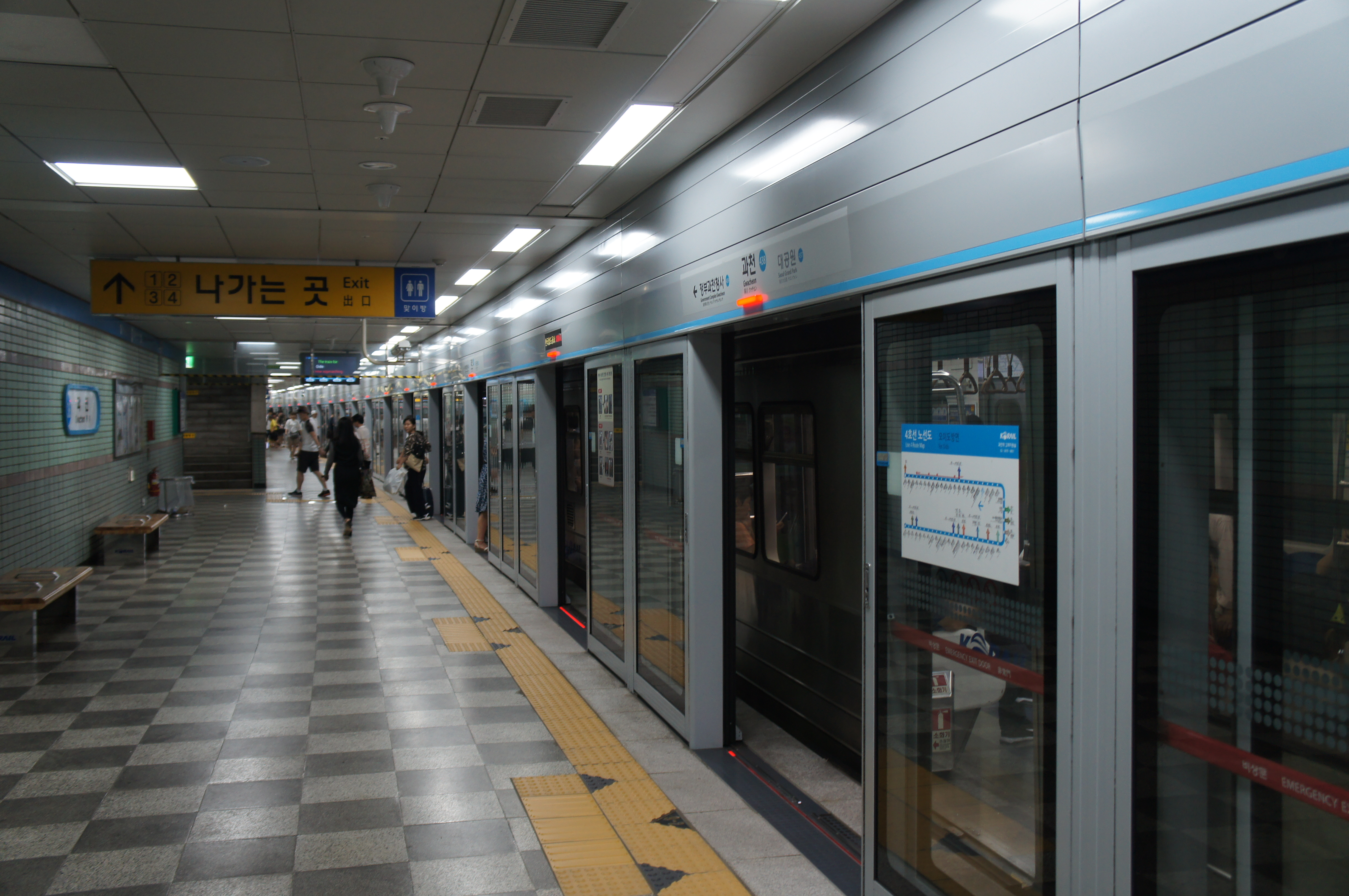
候車月台
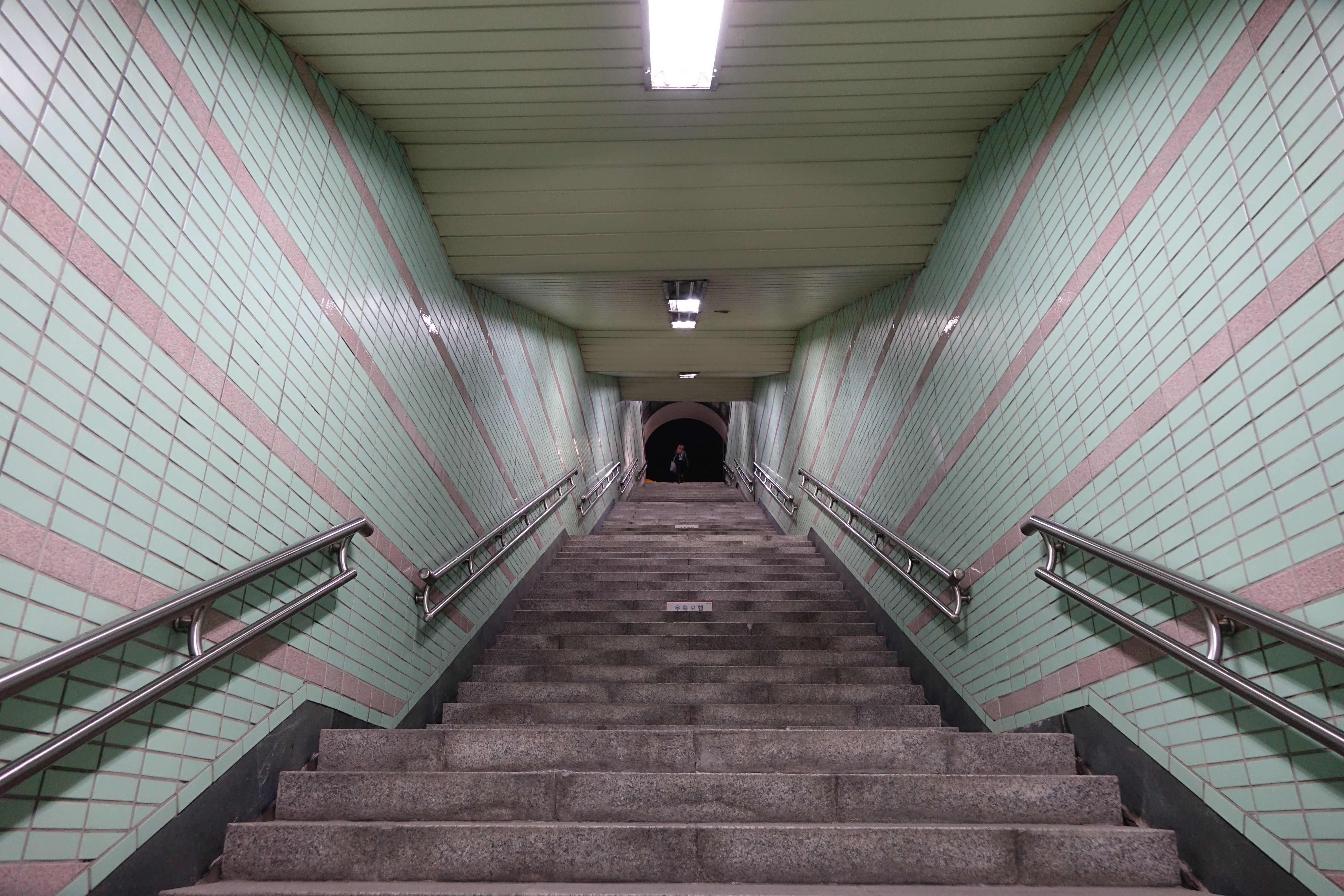
出口樓梯
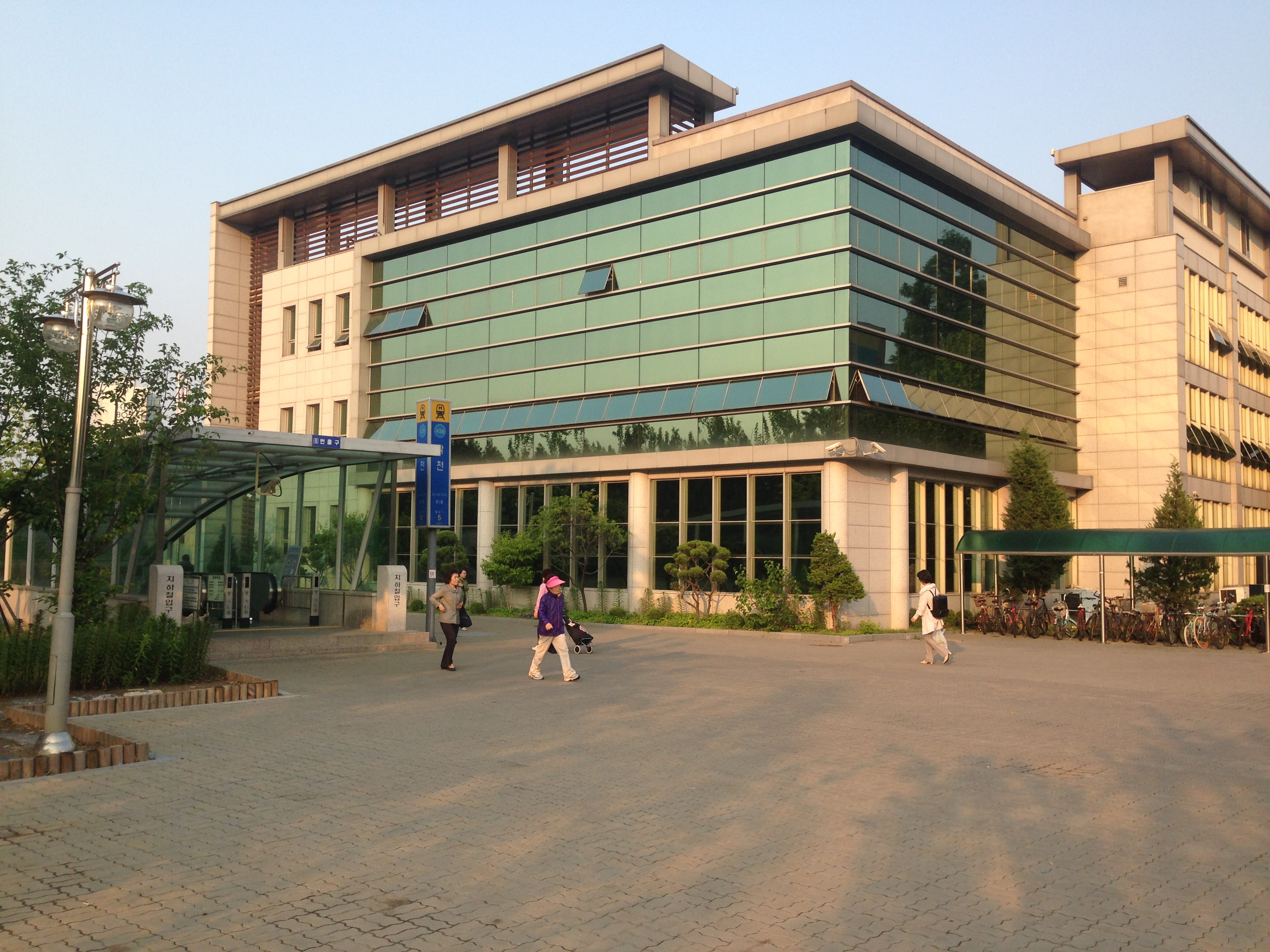
5號出口
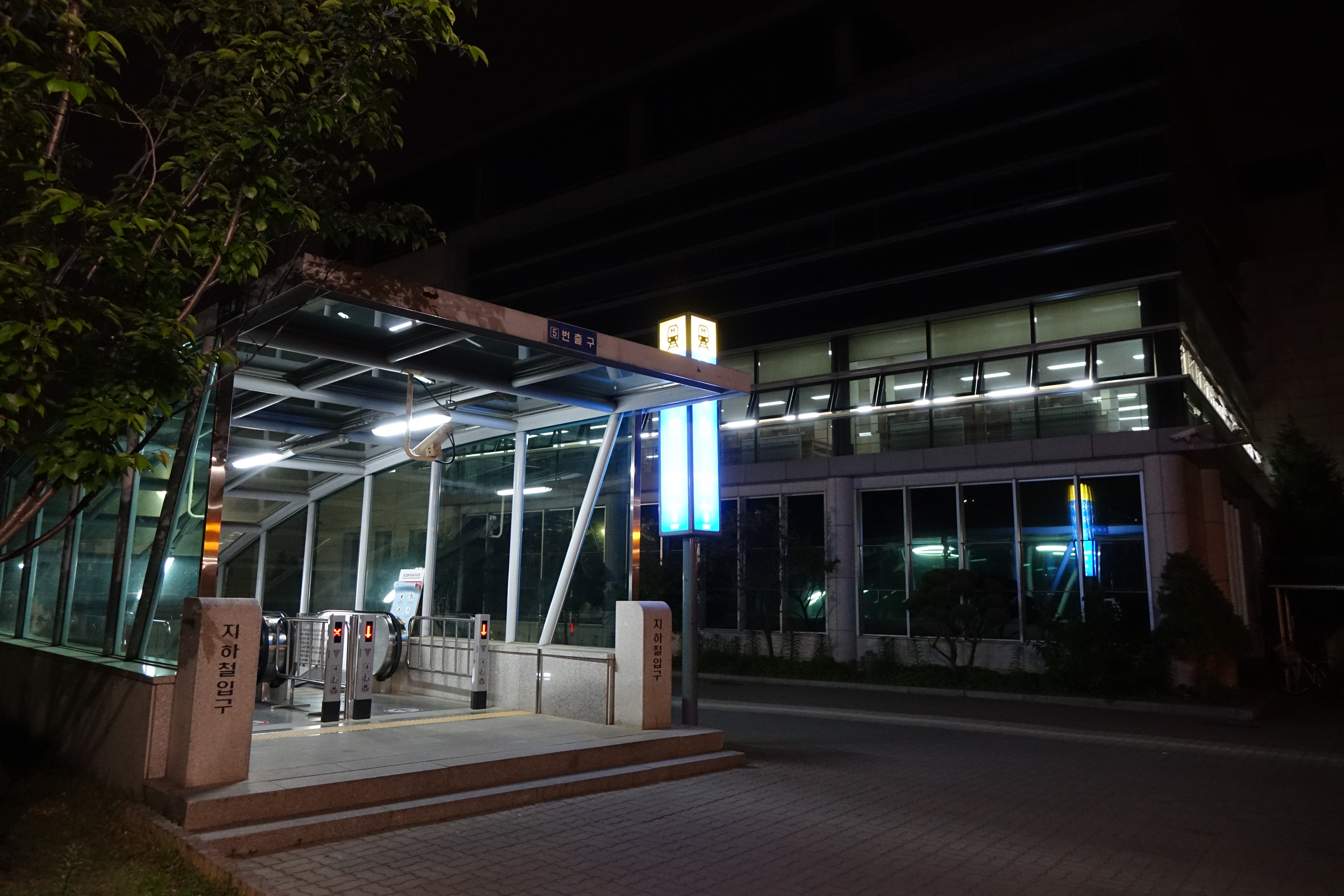
夜間出口
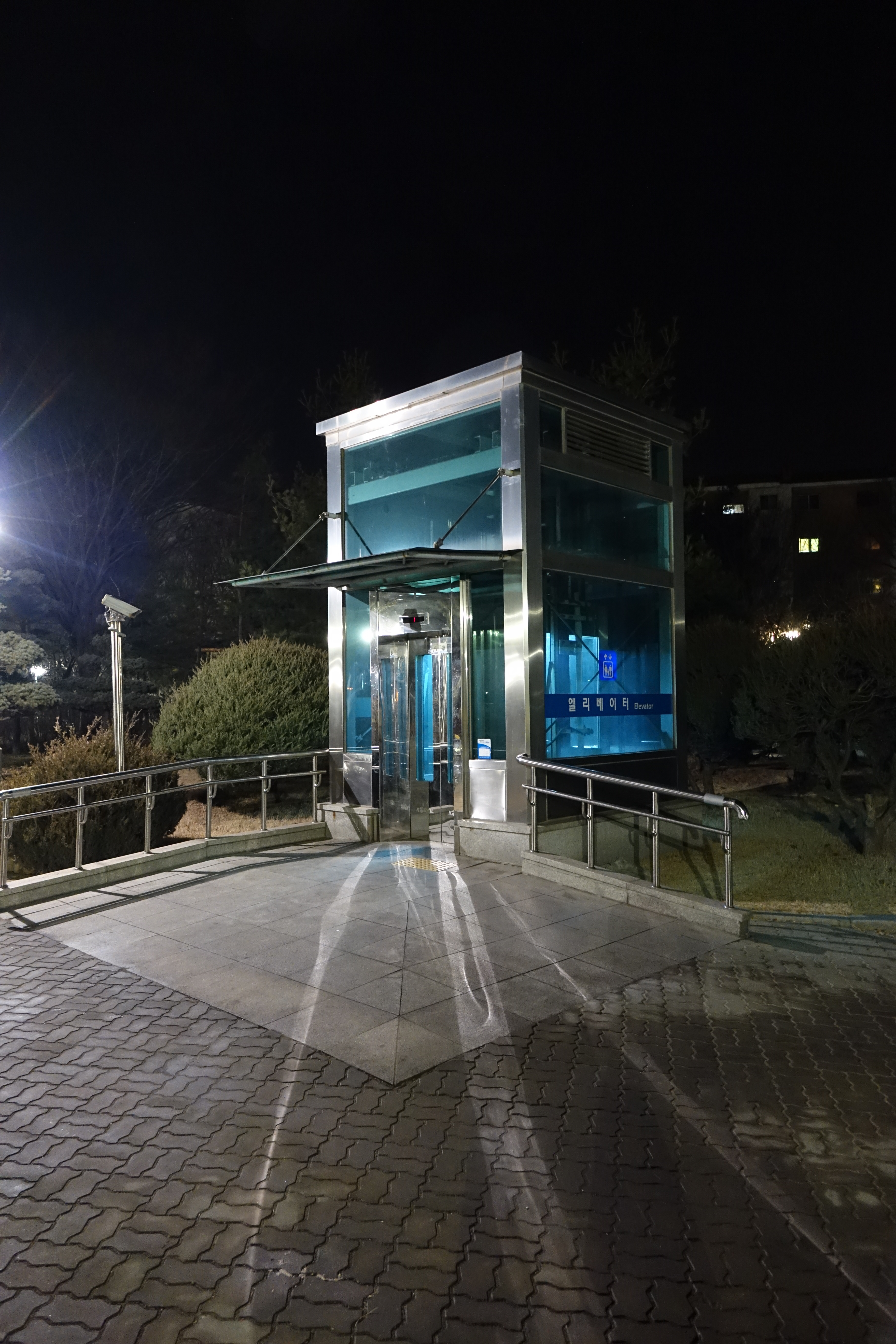
出口電梯

## 相鄰車站
韓國鐵道公社
●首都圈电铁4号线
急行、緩行
首爾大公園（437）－果川（438）－政府果川廳舍（439）